# Lípa za kynžvartským kostelem
Lípa za kynžvartským kostelem je památný strom, vysoká lípa velkolistá (Tilia platyphyllos) v okrese Cheb v Karlovarském kraji, která patří mezi nejobjemnější stromy v kraji. 

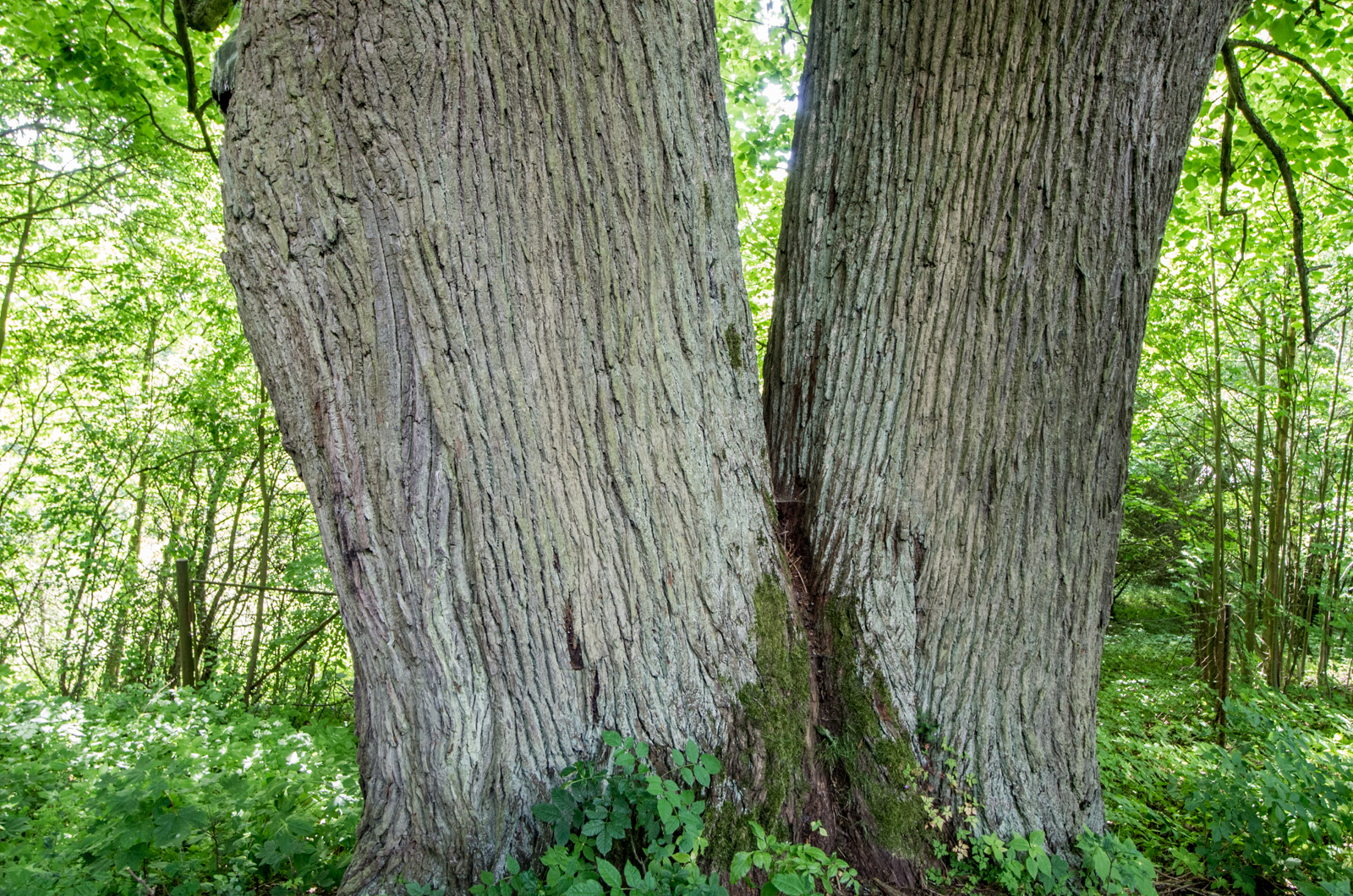
Detail kmene

Jedná se vlastně dva, od báze srostlé statné lipové kmeny. Oba kmeny jsou částečně duté, ale dobře ošetřené. Lípa roste asi 120 m SV od kostela v Lázních Kynžvart, ve svahu na rozhraní lesa a okraje louky. Strom má měřený obvod 739 cm, výšku 34 m (měření 2010). Za památný byl vyhlášen v roce 1995 jako strom významný svým vzrůstem.

## Stromy v okolí
- Dub u zámeckého statku
- Lípa u zámeckého pivovaru
- Kynžvartský smrk
- Douglaska pod obeliskem dvou císařů
- Pastýřský buk